# Вольное Первое
Вольное Первое (укр. Вільне Перше) — село в Бурбулатовском сельском совете Близнюковского района Харьковской области Украины.
Код КОАТУУ — 6320681502. Население по переписи 2001 года составляет 152 (67/85 м/ж) человека.

## Географическое положение
Село Вольное Первое находится в 7-и км от пгт Близнюки, примыкает к селу Бурбулатово.
Не территории села есть несколько прудов.
Рядом проходит автомобильная дорога Т-2113.

## История
- 1929 — дата основания.

## Экономика
- В селе есть молочно-товарная ферма.

## Достопримечательности
- Братская могила советских воинов. Похоронено 15 воинов.